# Kary Banks Mullis
Kary Banks Mullis   (Lenoir, 28 de desembre de 1944 - Newport Beach, 7 d'agost de 2019) va ser un bioquímic estatunidenc, guardonat amb el Premi Nobel de Química l'any 1993 pel desenvolupament de la reacció en cadena per la polimerasa.

## Biografia
Va néixer el 28 de desembre de 1944 a la ciutat de Lenoir, població situada a l'estat nord-americà de Carolina del Nord. Va estudiar química a l'Institut Tecnològic de Geòrgia, on es va grauduà el 1966. Aquell mateix any es traslladà a Califòrnia per ampliar els seus estudis, realitzant un doctorat en bioquímica a la Universitat de Berkeley l'any 1972.
Aquell any es va traslladar a l'estat de Kansas, on va aconseguir entrar en un laboratori com a investigador de cardiologia pediàtrica, adquirint així nocions de biologia. L'any 1977 es traslladà a la Universitat de San Francisco com a investigador de química farmacèutica, especialment en l'àmbit de les endorfines.

## Recerca científica
Entre 1979 i 1986 fou contractat per l'empresa CETUS, especialitzant-se en la recerca al voltant de l'ADN i dirigint les investigacions en la síntesi d'oligonucleòtids. L'any 1983 va tenir la idea que en anys subsegüents va permetre desenvolupar la tècnica de la reacció en cadena de la polimerasa o PCR, una de les tècniques centrals en biologia molecular, que permet l'amplificació d'una seqüència específica d'ADN usant nucleòtids trifosfats i una polimerasa, un enzim amb capacitat per transcriure i replicar àcids nucleics. La versió de la tècnica desenvolupada inicialment per Mullis, encara que efectiva, era poc eficient, fins que se li va ocórrer emprar polimerases d'ADN termoestables, extretes de microorganismes termofílics. La primera utilitzada l'anomenà Taq i era procedent del Thermus aquaticus.
La PCR ha estat el fonament de diverses revolucions en camps pràctics, com la identificació de l'origen de mostres de sang o saliva que es fa servir de forma massiva en la ciència forense, i científica, així com la seqüenciació de gens humans o d'altres organismes. La seqüenciació genètica era fins aquell moment un procés molt car, i aplicable només quan es podien obtenir de manera natural moltes còpies del mateix ADN. La PCR va convertir en una rutina la investigació de la seqüència genètica, permetent la lectura completa del genoma humà, així com de molts organismes que es prenen com a models en la investigació de diferents problemes biològics. La tècnica ha permès també investigar la filogènia, història evolutiva, comparant les seqüències genètiques, ara fàcils d'esbrinar, de diferents estirps, que al seu torn és el fonament d'un món d'hipòtesis científiques del màxim interès.
Per aquesta invenció, de gran valor en biotecnologia i com a eina d'investigació científica i forense, va rebre la meitat del Premi Nobel de Química l'any 1993. L'altra meitat del premi recaigué en el químic canadenc Michael Smith pel desenvolupament d'un mètode per la mutació, anomenat mutagen, de l'àcid desoxiribonucleic.
Mullis va rebre de la seva companyia una recompensa de 10.000 dòlars per la invenció de la PCR. Posteriorment CETUS va vendre per 300 milions de dòlars la patent a Roche Molecular Systems, secció de la companyia Hoffmann-La Roche, una important companyia farmacèutica.

## Dissidència
Kary Mullis mantingué posicions excèntriques en diversos temes científics o d'interès públic, sobre diversos dels quals ha escrit en la seva col·lecció d'assajos Dancing Naked in the Mind Field (1998). Entre d'altres negà durant anys la relació entre el virus VIH i la SIDA.
Kary Mullis es declara a més dissident de diverses teories que són actualment estàndard en la comunitat científica internacional, entre elles: 
- La interpretació que la crema de combustibles fòssils és el responsable d'un progressiu escalfament global del clima, representada per l'IPCC (Intergovernmental Panel on Climate Change).
- La teoria que relaciona l'emissió de cloroflurocarburs o CFC i altres gasos organohalogens amb un desplaçament de l'equilibri químic de formació i destrucció de l'ozó estratosfèric. El nucli d'aquesta teoria va ser la base de la concessió del Premi Nobel de Química de l'any 1995 a Mario J. Molina i Sherwood Rowland juntament amb Paul J. Crutzen.

A diferència de la seva postura respecte a la sida, on Mullis acusa als grans interessos d'estar darrere del consens científic, al negar aquestes teories ha coincidit més aviat amb les empreses d'energia i els seus representants polítics, com l'administració republicana dels Estats Units, encara que en els últims anys aquests subjectes han anat en general rendint-se davant la comunitat científica.

### Astrologia i altres temes esotèrics
Mullis ha declarat la seva fe en l'astrologia, basant-se que tres persones diferents van ser capaces d'endevinar independentement el seu signe del zodíac. Una posició extremadament rara en algú que hagi rebut una formació científica com la seva.
A pesar de la seva suspicàcia cap a les grans il·lusions científiques, com la relació VIH-SIDA, usades per a desviar recursos en el sentit que convé als grans interessos, es declara alhora partidari d'acabar amb el finançament de la Física subatòmica i de dedicar més esforços a contactar amb races extraterrestres perquè ens ensenyin a eludir el que considera un gran perill: l'impacte de grans objectes extraterrestres amb la Terra.